# 기자의 대피라미드
기자의 대피라미드(영어: Great Pyramid of Giza, Pyramid of Khufu)는 이집트 카이로, 기자에 있는 피라미드들 중 하나로, 기자의 피라미드들 중 가장 크고 가장 오래되었다. 대피라미드는 기원전 2560년 무렵에 세워진 쿠푸의 피라미드(영어: Pyramid of Khufu)로, 완공에는 약 20년이 걸렸다. 피라미드 중 가장 큰 피라미드이기에 대 피라미드라고도 불린다. 대피라미드는 세계 7대 불가사의 중 하나이자, 7개의 불가사의들 중에서 유일하게 현존하고 있다.
피라미드 내부의 방에 있는 기록에 의하면, 이 피라미드는 이집트 제4왕조의 파라오였던 쿠푸의 무덤으로 추정된다. 이집트학 학자들은 이 피라미드가 기원전 2,500년 무렵에 약 10-20년 정도의 기간을 거쳐 지어졌다고 예측하고 있다. 피라미드의 높이는 약 146.5m이고, 1311년에 잉글랜드에 링컨 대성당이 세워지기 전까지 약 3,800년간 세계에서 가장 높은 건축물이기도 하였다. 대피라미드는 본래 매끄러운 석회암 외벽으로 덮여있었으나, 시간이 흐르며 훼손당했고, 현재 우리가 볼 수 있는 것은 안쪽에 위치했던 돌들 뿐이다. 대피라미드 건축 과정에 사용된 건축 기술에 관해서는 다양한 학설들이 존재하지만, 가장 주요 학설은 채석장에서 돌들을 채취, 경사로를 이용하여 석재들을 끌어올려 지었다는 설이다. 
피라미드 내부에는 총 3개의 방이 있다. 첫 번째 방은 피라미드의 기반암 속에 위치하여 있으며, 미완성인 상태로 남아 있다. 나머지 두 방은 '왕비의 방'과 '왕의 방'이라고 불리는데, 피라미드 구조의 상부에 위치하고 있다. 피라미드 주위에는 파라오 쿠푸를 추모하는 2개의 신전이 피라미드 주변에 1개, 나일 강 어귀에 1개가 있으며, 쿠푸의 왕비가 묻혀있는 소규모 피라미드가 3개가 지어져 있다. 2개의 신전은 작은 참배로로 인해 연결되어 있고, 당시 고대 이집트 귀족들의 마스타바가 주변에 묻혀있다.

## 개요
이집트학 학자들은 대피라미드를 이집트 제4왕조의 파라오인 쿠푸의 무덤으로, 기원전 2560년경 약 14년에서 20년간에 걸쳐 완공되었다고 추정하고 있다. 당시 쿠푸의 와지르(Vizier)였던 헤미우누가 건축한 것으로 알려져 있다.피라미드가 만들어졌을 당시에는 그 높이가 약 146.8m였을 것으로 추정되나, 후에 지반이 침하되거나 꼭대기에 있었던 돌들이 깎여나가며 현재는 138.9m의 높이를 가지고 있다. 피라미드 아랫면의 길이는 모두 230.4m이며, 질량은 약 590만 톤에 달한다. 또한 피라미드 전체의 부피는 대략 250만 세제곱미터이다. 
피라미드에 대한 첫 정확한 산술 측정은 플린더스 페트리에 경에 의해 1880년에서 1882년 사이에 '기자의 피라미드와 신전들'이라는 이름의 책에서 처음 제시되었다. 이 책에 쓰였던 대부분의 기록들은 페트리에 경의 측정에 의존하고 있고, 이 측정 기록에 적힌 외벽과 내부 석재들에 대한 내용은 극히 정확하다. 특히 북동쪽 외벽을 기준으로 한 피라미드 접합부에 대한 측정 기록은 현재와 비교해도 약 0.5mm밖에 차이나지 않는다. 대피라미드는 1311년 잉글랜드에 160m의 높이를 가지고 있는 링컨 대성당이 세워지기 전까지 약 3,800년간 세계에서 가장 높은 건축물이었다.고대 피라미드는 워낙 정확하게 설계되고 지어진 터라, 피라미드 바닥의 4면의 길이 차는 58mm밖에 나지 않는다. 게다가 피라미드 바닥 4면은 거의 정확하게 동서남북을 가리키고 있으며, 그 모습도 대략적으로 완벽한 정사각형의 모습을 하고 있다.

## 구조
높이는 약 147미터이며, 밑변의 길이는 약 230미터이다. 고대 이집트의 단위로는 높이 280 큐빗, 한변의 길이 440 큐빗이 된다. 참고로 고대 이집트의 1큐빗은 지금의 0.542m에 해당한다. 원래 꼭대기에는 금으로 만든 피라미드석이 있었는데 도난당해 지금은 마치 윗면이 작은 사다리꼴의 모습을 하고 있다. 
피라미드는 약 230만 개에 이르는 바위들로 이루어져 있다. 이 바위들은 모두 인근 채석장에서 끌어왔을 것으로 추정된다. 피라미드의 외벽용 석회암은 나일 강을 통해 멀리서부터 운반해 왔을 것으로 알려졌다. 피라미드에서 가장 큰 바위는 왕의 방을 이루는 바위인데, 약 80톤에 이르며 800km나 떨어져 있는 아스완의 채석장에서부터 운반되었다. 고대 이집트인들은 바위의 가공을 금속 끌과 나무 쐐기로만 진행했다. 끌로 나무 쐐기를 바위에 박은 후, 물을 부으면 쐐기가 이를 흡수하여 팽창하게 되는데, 이 힘으로 바위를 쪼갠 것으로 생각된다. 바위를 쪼개낸 이후에는, 배를 통해 나일 강으로 피라미드까지 운반하였을 것이다. 대피라미드 제작에는 약 550만 톤의 석회암, 아스완에서 채굴된 8000톤의 화강암, 50만 톤의 모르타르가 사용되었다. 가장 작은 돌의 크기는 2톤이고, 평균적인 돌의 크기는 약 2.5톤이다. 쿠푸의 대피라미드를 짓는 데 들어간 석재들의 전체 무게는 약 5900만 톤으로 추정되며, 약 230만개의 석회암과 화강암으로 이루어져 있다. 작은 돌은 2톤 정도이지만 큰 돌은 한개의 무게가 무려 50톤에 달한다. 그리고 평균 돌의 무게는 25톤이다.

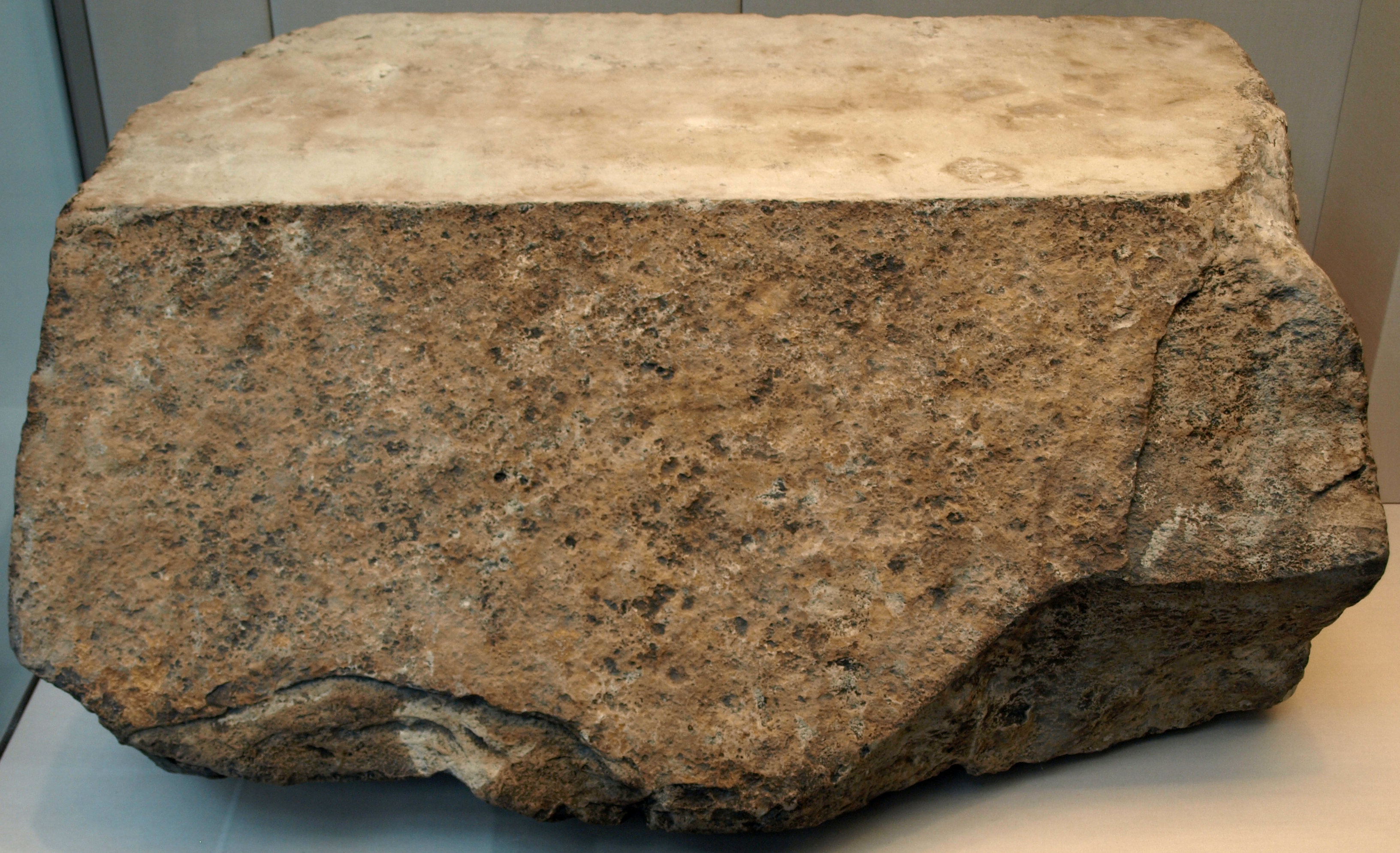
대영박물관에 소장된 외벽 파편

### 외벽
대피라미드가 완공될 당시, 대피라미드는 하얀색의 외벽으로 감싸져 있었다. 이들은 모두 매끄럽게 광을 낸 순백의 석회암으로 이루어져 있었다. 하지만 우리가 지금 볼 수 있는 것은 내부에 있던 기초암들 뿐이다. 1303년에 대지진이 일어나 외벽의 구조 자체를 흔들었고, 당시의 술탄이 성과 요새, 사원들을 짓기 위해 1356년에 외벽의 석회암들을 대거 벗겨 갔다. 그후 19세기에 이집트 총독 알리 파샤가 카이로에 모스크를 짓기 위해 남아 있는 석회암 외벽을 거의 다 벗겨가면서, 현재 우리가 볼 수 있는 것은 계단형의 헐벗은 피라미드의 모습 뿐이다. 현재 피라미드의 외벽을 이루던 석회암들은 오히려 카이로의 모스크들에서 흔히 찾아볼 수 있고, 후대에 탐험가들이 대피라미드 발굴 도중 발견된 피라미드 발치에 위치한 외벽의 잔해 일부가 남아있다.

## 피라미드 안의 구조
피라미드에는 두 개의 입구가 있는데, 하나는 가짜 통로로 통하는 입구, 하나는 현재 쓰이고 있는 9세기 초반 압바스 왕조의 칼리프 알 마아문이 보물을 찾기 위해 뚫은 통로이다.
입구를 통과하고 오르막길을 오르면, 피라미드 내 좁으면서 길고 높은 거대한 대회랑이 나온다. 이곳에는 현재 용도를 알 수 없는 세로 홈이 있는 벽이 있다. 대회랑의 끝에 파라오의 무덤 방이 있다.

### 왕의 방

피라미드의 구조

왕의 방은 돌로 만들어진 커다란 건물의 중간에 있는 텅 빈 공간이다.따라서 방 주위가 아무리 단단한 화강암으로 되어 있다 하더라도 위에서 내리누르는 힘을 견디기에는 역부족일 수 있다. 석회암 1m3의 무게는 2.6톤으로 왕의 방의 지붕은 1m2 당 무려 254.8톤의 무게를 받는다. 그래서 피라미드 설계자들은 조금이나마 돌들의 무게를 줄이기 위해 돌 위에 돌을 쌓아 무게를 분산시켰다.
이름은 비록 왕의 방이지만, 현재 용도를 알 수 없는 방이다. 왜냐하면 왕의 방에 들어가면 중간에 있는 관 빼고는 특별한 것이 별로 없기 때문이다. 그래서 고고학자들은 이 방이 왕의 방이 아니라 단지 도굴꾼들의 침략을 막기 위해서 만든 것이라고 한다. 실제로 알 마아문이 들어갔을 때도 보물은 하나도 없었다고 한다.

### 왕비의 방
왕비의 방은 역시 돌로 만들어졌으며, 아직 용도를 알 수 없는 방이다. 동서로 5.7미터이고, 남북으로 5.2미터이며 높이는 6.2미터이다.
현재는 출입이 제한되어 있다.

## 비밀의 공간

#### 빈 무덤 설

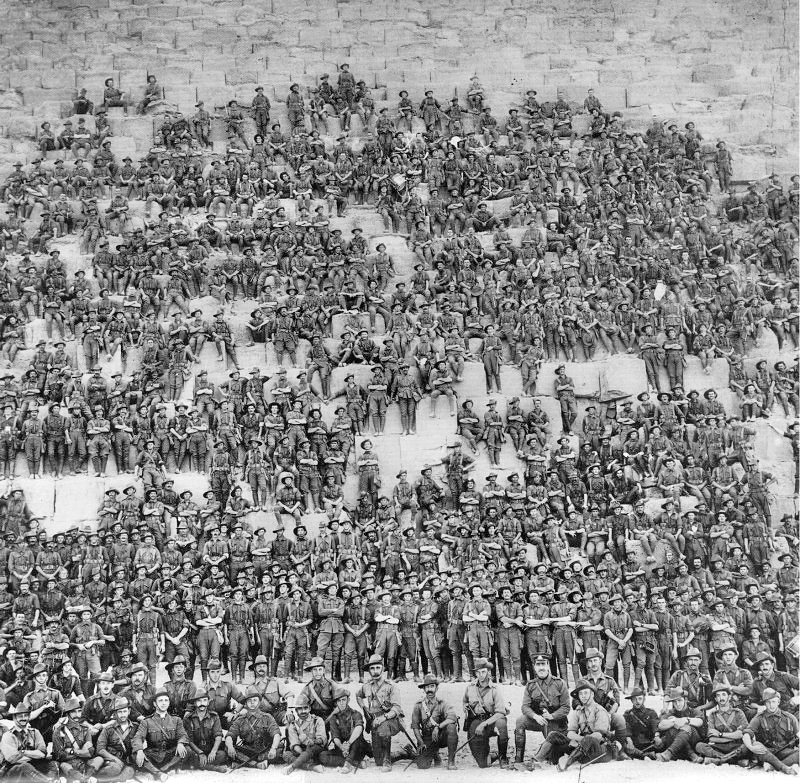
제1차 세계 대전 당시 오스트레일리아 제11 대대 병사들이 피라미드에서 휴식을 취하고 있다.

압바스 왕조의 7대 칼리프 알 마아문(재위 813~833년) 칼리프가 구멍을 뚫고 832년 쿠푸의 무덤 방에 들어갔다. 알 마아문은 쿠푸의 무덤 속에서 쿠푸의 유골은 물론, 그가 기대했던 어떤 보물도 갖고 가지못한 것으로 얘기된다. 물론 아직도 알 마아문 칼리프가 대피라미드를 완벽히 털어 간 건지, 아니면 처음부터 아무것도 없었는지에 대해 논쟁이 있다. 하지만 빈 무덤이었다는 주장이 설득력을 얻는다. 대피라미드 안에는 보물은 물론, 찢어진 천 조각이나 부서진 도자기 등도 보이지 않았기 때문이다.

#### 비밀 공간
그래서 일부 역사학자들은 쿠푸의 대피라미드 안에 비밀 공간이 있다고 설명한다. 이 설명도 일리가 있는데, 대피라미드 내부에는 왕의 방이 무려 37,000개나 들어갈 정도의 공간이 있다. 또 피라미드 내부에 공간이 있는지 확인하기 위해 정밀 중력계나 전자파 레이다를 이용했는데, 현재까지 확인된 대피라미드의 비밀 공간은 모두 세 곳이다. 
- 왕의 방 밑에 있는 공간
- 왕비의 방으로 가는 수평 통로 아래에 직선으로 뻗어 있는 공간
- 왕비의 방 남쪽 벽에 있는 환기 통로 중간의 공간:최근에 소형 로봇을 이용해서 탐사한 결과, 통로 중간에서 금속 덩어리가 달린 칸막이가 발견되었는데, 드릴을 이용해서 구멍을 뚫고 내부를 살펴본 결과, 용도를 알 수 없는 공간이 나왔다고 한다.

## 같이 보기
- 독립 구조물 목록
- 피라미드학